# 화정초등학교 (울산)
화정초등학교(華亭初等學校)는 대한민국 울산광역시 동구 대송동에 있는 공립 초등학교이다.

## 학교 연혁
- 1983년 11월 8일 : 화정초등학교 설립 인가
- 1987년 6월 10일 : 개교
- 1988년 2월 18일 : 제 1회 졸업식
- 1988년 2월 23일 : 19학급 편성
- 1990년 3월 1일 : 교육 민주화의 정착 시 우수학교 선정
- 1991년 12월 1일 : 교실 증축(12실)
- 1997년 2월 21일 : 강북교육청 인성교육 우수학교 선정
- 1999년 3월 1일 : 울산광역시 교육청 지정 에너지 교육 시범학교
- 2001년 3월 1일 : 울산광역시 강북교육청 지정 인성교육 시범학교
- 2002년 3월 1일 : 교육인적자원부 지정 ICT 연구 학교
- 2003년 3월 1일 : 56학급 편성
- 2008년 3월 1일 : 울산광역시 교육청 지정 YP시범학교
- 2013년 2월 20일 : 제26회 졸업식 (누계: 8412명)
- 2013년 3월 1일 : 제10대 박동출 교장 취임, 36학급 편성
- 2014.02.19 제27회 졸업식(누계: 8604명)
- 2015.02.16 제28회 졸업식(누계: 8754명)
- 2015.03.01 제11대 김인환 교장선생님 부임
- 2015.03.01 32학급 편성 및 특수학급 운영
- 2016.02.17 제29회 졸업식(누계: 8913명)
- 2016.03.01 31학급 편성 및 특수학급 운영
- 2019.03.01 제12대 이태곤 교장선생님 부임
- 2023.09.01 제13대 신두범 교장선생님 부임

## 참고 자료
- 화정초등학교 - 한국교육학술정보원 학교알리미